# Castello di Agazzano
Il castello di Agazzano è una fortificazione situata ad Agazzano, in provincia di Piacenza.
Il castello si trova sul limitare del centro abitato di Agazzano, non lontano dalla piazza principale alla cui difesa era preposto, e si trova nel cuore della val Luretta, a breve distanza dal corso del torrente, in un punto di leggero dislivello, dove le ultime propaggini collinari dell'Appennino ligure lasciano il posto alla pianura Padana.
Il complesso, che fa parte del circuito Associazione dei Castelli del Ducato di Parma, Piacenza e Pontremoli, è composto da due edifici con storia, uso e aspetto completamente diversi: la rocca rinascimentale e il palazzo settecentesco.

## Storia

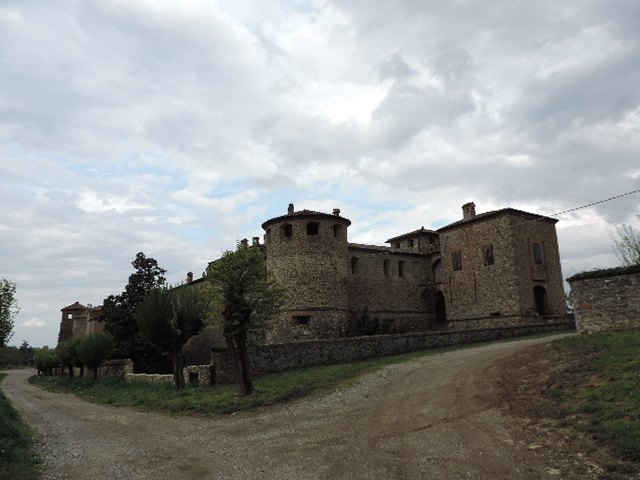
Panoramica del castello di Agazzano

Le origini del complesso fortificato risalgono al XIII secolo per volontà di Giovanni Scotti che fece di Agazzano il centro dei possedimenti famigliari.
A partire dal XIV secolo si assistette all'accrescimento della potenza della famiglia Scotti, che aveva costruito la propria fortuna su traffici mercantili, tramite una compagnia, la Societas Scotorum che da Genova raggiunge le principali piazze dell'Europa e del vicino e medio oriente. L'aumento del potere famigliare permise il parallelo accrescimento dell'importanza del centro di Agazzano, piccola capitale del feudo che, tuttavia, non divenne mai un importante centro a livello politico a causa della posizione decentrata. All'inizio del secolo il figlio di Giovanni, Alberto Scotti, che fu anche capace di diventare signore di Piacenza e, per un breve periodo, Milano, fece completare i lavori di costruzione.
Nel settembre 1412 il castello, insieme a diverse altre proprietà della famiglia Scotti tra cui il castello di Sarmato e il feudo di Castel San Giovanni, venne confiscato ai fratelli Alberto, Pietro e Giovanni Scotti da parte del duca di Milano Filippo Maria Visconti e assegnato  a Bartolomeo e Filippo Arcelli che avevano accusato gli Scotti di essere parte di una ribellione antiviscontea, fortemente avversata dagli Arcelli, i quali detenevano numerose proprietà nella vicina val Tidone.
Tre anni più tardi, i fratelli Scotti riuscirono a dimostrare la loro estraneità dalle accuse mosse dagli Arcelli, riottenendo i loro feudi; tra questi non era incluso, però, il castello di Agazzano, entrato a far parte dei beni della famiglia Figliagaddi, che venne riacquistato dal conte Alberto Scotti nel luglio 1431.
La ricostruzione vera e propria del complesso risale al 1475 quando la famiglia Scotti, dopo che un incendio aveva pesantemente danneggiato il castello medievale, avviò la realizzazione di un complesso a scopo difensivo formato da due edifici contigui: il castello e la rocca. I lavori portarono l'aspetto del complesso verso uno stile prettamente rinascimentale, attento ai dettami dell'estetica, ingentilendo i caratteri tipicamente militari. In questo periodo la famiglia Scotti si unì con la famiglia Gonzaga per mezzo del matrimonio del conte di Vigoleno Giovanni Maria Scotti con Luigia Gonzaga di Novellara, come testimoniato dalla presenza all'interno del complesso dei simboli di entrambe le casate.
Nel 1529 il castello venne conquistato da parte di Pier Maria Scotti detto il Buso che era dovuto ricorrere all'utilizzo di alcuni pezzi di artiglieria per espugnare il forte, di proprietà del conte Giuseppe Scotti. In seguito alla conquista Pier Maria saccheggiò la zona depredando diverso materiale. Tuttavia, lo Scotti venne ucciso poco dopo da Astorre Visconti, un fuoriuscito milanese che aveva stretto con lui un rapporto di alleanza, il quale si era sentito tradito da Pier Maria durante la divisione di quanto saccheggiato. Dopo l'uccisione, il cadavere venne gettato dal Visconti nel fossato del castello, tuttavia, esso non venne mai più ritrovato.
Nel 1529 nel fossato del castello fu gettato il cadavere di Pier Maria Scotti, detto il Buso, che era stato ucciso da Astorre Visconti in una locanda situata ad Agazzano; nonostante questo, il corpo dello Scotti non venne mai trovato nelle vicinanze del castello.
Il castello passò più volte di mano tra le famiglie Scotti e Anguissola, fino a quando, a seguito dell'attività di mediazione svolta da parte della regina Anna di Francia, la famiglia Scotti, che era stata bandita dal Ducato di Parma e Piacenza nel 1606, riuscì ad ottenere la grazia, rientrando in possesso del castello. Nel 1652 Gaspare Scotti riuscì a ottenere anche il titolo di conte di Agazzano.
Nel corso del XVIII secolo venne costruita, sulle rovine del castello che affiancava la rocca, una villa, concepita con funzioni esclusivamente residenziali. Il complesso rimase tra i beni famigliari degli Scotti fino a che, nel 1741, dopo la morte dell'ultimo erede Ranuccio, passò alla figlia primogenita Margherita che lo portò in dote al marito, il conte Girolamo Anguissola di Podenzano il quale, a seguito di ciò, decise di aggiungere il cognome Scotti al proprio cognome.
Il complesso rimase alla famiglia Anguissola-Scotti fino al XX secolo quando, dopo il matrimonio dell'ultima erede Luisa Anguissola-Scotti con il generale Ferrante Vincenzo Gonzaga, membro del ramo di Vescovato della famiglia Gonzaga, con la quale, peraltro, gli Scotti di Agazzano erano imparentati fin dal XV secolo, il complesso passò al figlio Corrado.

## Struttura

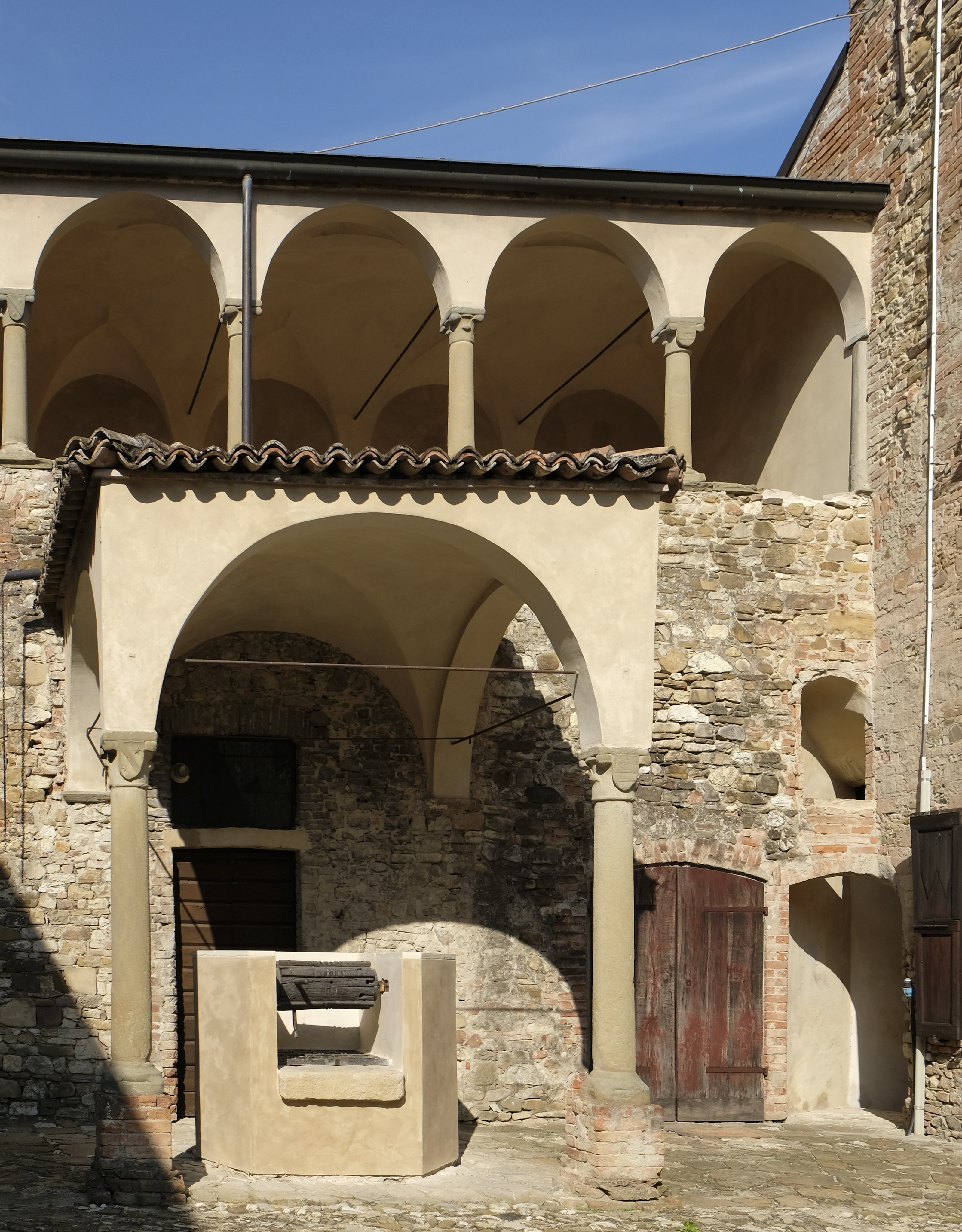
Il pozzo e il loggiato posti nel cortile interno della rocca

### La rocca

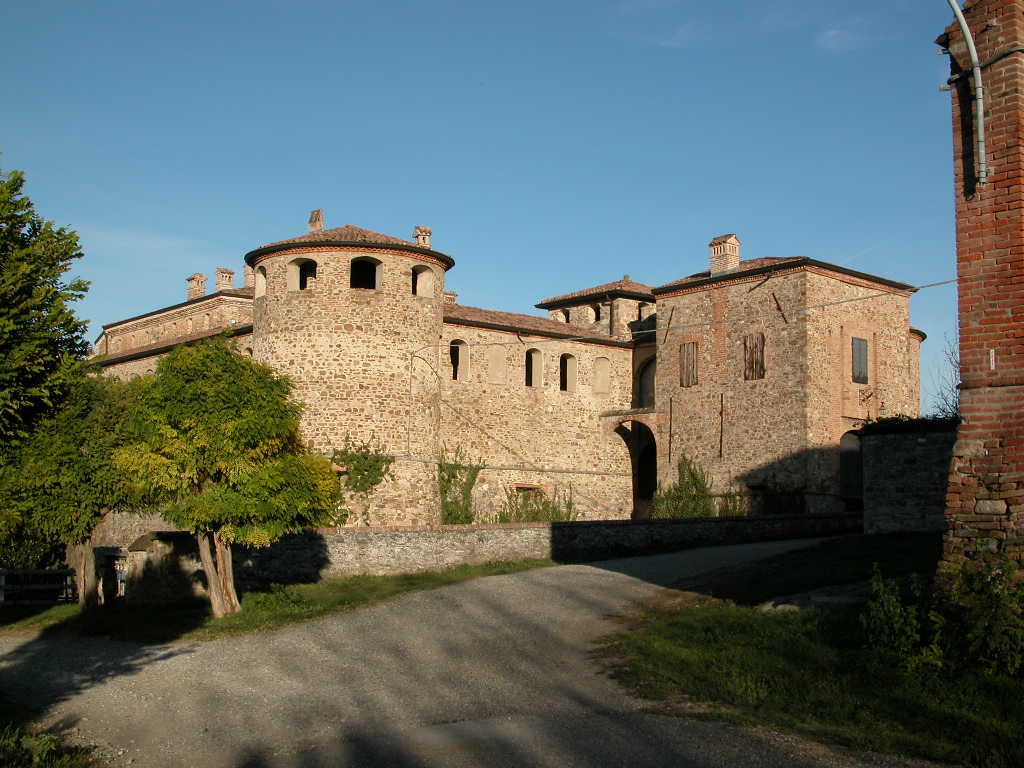
Una delle torri e il rivellino d'ingresso della rocca

L'aspetto della rocca risale al 1475, anno in cui venne ricostruita dopo che un incendio l'aveva pesantemente danneggiata. Essa presenta una coesistenza di elementi appartenenti a un'architettura militare difensiva tipicamente medievale con elementi dalle spiccate caratteristiche residenziali rinascimentali. Originariamente circondata da un fossato, a seguito delle modifiche settecentesche la rocca è contornata da un giardino. Presenta una struttura rettangolare delimitata da mura scarpate decorate da una cordonatura trasversale marcapiano. Delle quattro torri angolari rotonde presenti in origine, rimangono solo le due che danno sulla facciata d'ingresso.
L'accesso alla rocca è permesso tramite un rivellino che era dotato di ponte levatoio del quale rimangono visibili gli scassi, che venne, poi, sostituito da un ingresso in muratura. Un secondo rivellino era posto sulla facciata opposta in direzione del corpo chiamato il castello, poi sostituito nel corso del Settecento dalla villa. Il cortile interno, dotato di un pozzo di forma esagonale posto in un'edicola, presenta in tre lati su quattro al piano rialzato un loggiato con volta a crociera al quale si accede dall'ingresso tramite due rampe di scale. Il quarto lato, realizzato verso la fine del Rinascimento, ospitava gli alloggi della guarnigione militare del castello e è dotato di saloni con camini e cucine in ottimo stato di conservazione. Una scala posta nel cortile conduce a un passaggio che, secondo la leggenda permetterebbe di raggiungere il castello di Lisignano, posto sull'altra sponda del Luretta, nel territorio del comune di Gazzola.

### La villa settecentesca

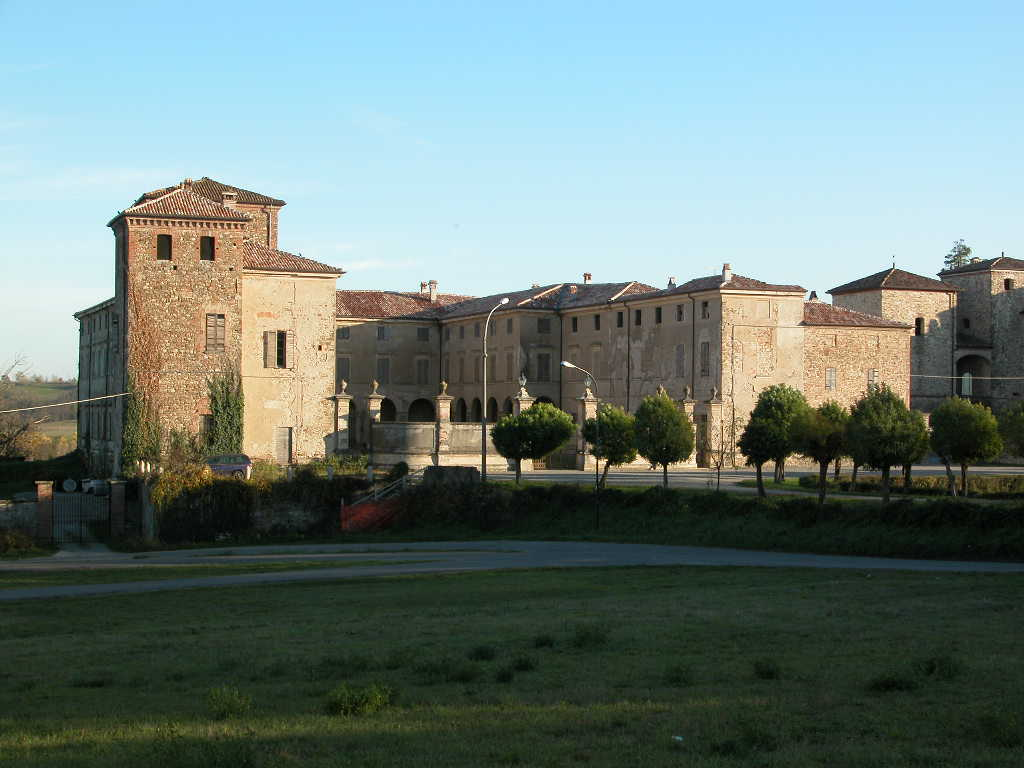
La villa

L'accesso alla villa è permesso tramite un cancello realizzato in stile francese, tipico del Settecento, che permette l'accesso a un cortile ad U dotato di portico in tre lati su quattro, mentre la facciata è di gusto neoclassico. L'interno presenta al piano terra una serie di saloni decorati a paesaggio e dotati di mobili risalenti al Settecento e all'Ottocento.
All'interno della sala da pranzo si trova una collezione di ceramiche di diversa produzione, tra cui antica Savona, Vecchia Lodi e giapponesi, nonché alcune porcellane Maissen e Sèvres. Nella stessa sala è presente anche un tavolo da biliardo dotato di un segnapunti risalente al Seicento.

### Il giardino
Le due parti del complesso sono circondate da un giardino, opera del botanico Luigi Villoresi e risalente anch'esso al XVIII secolo, come la villa. Esso sorge dove erano originariamente presenti una vigna e il fossato che circondava l'esterno della rocca. Nel giardino è presente una parte a parco formata da diverse essenze arboree antiche, e un'altra parte a giardino, dotata di statue e di una fontana in cui è chiara l'influenza dell'architettura francese dell'epoca. Del vigneto inizialmente presente, rimane una porzione, ampia circa 3 ha, che viene utilizzata per la produzione di vini che vengono, in seguito, invecchiati all'interno delle cantine del vecchio castello, poste al di sotto della villa.